# Pekoral
Pekoral (från latinets pecus: boskap, fä) är en text som är allvarligt syftande, men som genom framförallt stilbrott eller att man använder felaktiga ord och uttryck, oavsiktligt får en komisk verkan. 
Pekoral återfinns oftast inom poesin, men även prosa och facklitteratur uppvisar exempel.
Ordet är enligt SAOB belagt sedan åtminstone år 1796.
Enligt poeten Bertil Pettersson är det utmärkande för en pekoralist att " ... uttrycks- och meddelelsebehovet är långt större än gestaltningsförmågan. Den emotionella och intellektuella kapaciteten räcker inte till för de stora ambitionerna ...".
Familjärt kan för pekoral användas kortordet pek. Detta ord används även om akademiska publikationer i allmänhet, utan nedsättande värdering.
Ordet pekoral har lånats från svenska vidare till finska och den äldre finska översättningen av Lewis Carrolls parodiska dikt "Jabberwocky" heter passeligt "Pekoraali".

## Exempel
Ett känt pekoral i prosaform utgavs 1922 av riksdagsmannen C.J. Jonsson (Jonsson i Mörkhult). Han skildrade en riksdagsmannaresa i Norrland år 1921 på ett så ofrivilligt komiskt vis att verket sedan dess utgivits i flera nytryck, ofta tillsammans med en recension av Torgny Segerstedt. Inledningsmeningen slår an tonen:

Resan anträddes tisdagen den 12 juli kl 10:10 e.m., med av regeringen medgivet och av Kungl. Järnvägsstyrelsen anordnat extratåg, från Stockholm genom Uppland, vars härliga natur och stora samt jämna åkertegar, som desslikes också torde vara väl skötta, vi tillfölje nattens inträde ej fingo skåda.

Lyriken uppvisar många pekoralister. En av de mer kända var konditorn Erik Ofvandahl, som startade konditoriet Ofvandahls i Uppsala. Hans dikter finns representerade i flera pekoral-antologier  Smakprov ur dikten Simuppvisningen:

Kling klingeliklang

Jag vill ta mig en tjang:

En flicka som står där på badhustak!

Som man kan skåda båd fram och bak!

## Pekoralpastisch
Grönköpings Veckoblad publicerar regelbundet dikter under signaturen A:lfr-d V:stl-nd, som skall uttolkas Alfred Vestlund. Vestlunds dikter liknar pekoral men skiljer sig på en viktig punkt: de är medvetna komiska efterbildningar av dålig dikt. Genren kallas pekoralpastisch och har gamla anor i Sverige: Olof von Dalin är den förste som skrev avsiktligt pekoral på svenska.
Alfred Vestlunds signatur har använts av många författare.  Som den främste räknas Nils Hasselskog, men även en allmänt känd diktare som Gunnar Ekelöf har skrivit under signaturen. Som exempel kan anges några rader ur en vinterdikt av Hasselskog:
Se det snögar över taken,
å staketen och bredvid,
och å frusna fönsterhaken
pickar liten domprost blid.